# I Just Can’t Wait to Be King
I Just Can’t Wait to Be King (с англ. — «Не могу дождаться, когда стану королём; Поскорей бы мне стать королём») — песня из полнометражного мультфильма производства студии Дисней в 1994 «Король Лев».

## История
В «I Just Can’t Wait to Be King», в отличие от большинства песен в мультфильме, используется большое количество разных цветов и звуков, подчёркивающих яркость и настроение песни. Звучит она практически в самом начале, когда Симба и Нала хотят сходить на слоновье кладбище, но их сопровождает Зазу. В песне выражается желание Симбы поскорее стать сильным и могучим королём, а также отвлечь надоедливого надсмотрщика.
Слова написаны Тимом Райсом, а музыка — Элтоном Джоном. В «Короле Льве» песню исполняют Джеймс Вивер (Симба-львёнок), Лора Уильямс (маленькая Нала), а также Роуэн Аткинсон, озвучивший Зазу, и хор.
В премьерном составе одноимённого мюзикла партии исполнили Скотт Ирби-Реннер, Каяна Шуфорд, Джефф Хойл и также хор.
Элтон Джон также записал вариант песни для саундтрека.
Песня также звучит в «Король Лев 3: Хакуна матата», третьей части мультфильма, представляя взгляд на события первой части с точки зрения суриката Тимона и бородавочника Пумбы. Друзей беспокоит шум, который возник возле их нового «Дома, милого дома». Там они и обнаруживают компанию из поющих львят и других животных. Тимон, возмущенный этим до глубины души, бьёт слона, стоявшего внизу пирамиды, и башня из зверей падает.

## Кавер-версии
Количество каверов не столь велико, как у Can You Feel the Love Tonight, но песня пользуется большим успехом.
- Поп-звезда Аарон Картер записал ремикс для Disneymania.
- Группа Allstar Weekend исполнила песню в Disneymania 7[англ.].
- Брайан Уилсон перепел композицию для своего альбома «In the Key of Disney», куда вошли многие саундтреки из мультфильмов Дисней.